# Công nghệ môi trường
Công nghệ môi trường, công nghệ xanh, hoặc công nghệ sạch là sự ứng dụng khoa học môi trường, hóa học xanh, quan trắc môi trường, sử dụng các thiết bị điện tử để theo dõi, mô hình hóa và giữ cho môi trường tự nhiên và các nguồn tài nguyên thiên nhiên ít bị ảnh hưởng do những tác động tiêu cực của con người. Thuật ngữ này cũng được dùng để mô tả công nghệ sản xuất năng lượng bền vững như điện mặt trời, Turbine gió, Bioreactor.v.v. Phát triển bền vững là cốt lõi của Công nghệ môi trường. Công nghệ môi trường còn được dùng để mô tả các thiết bị điện tử chuyên hỗ trợ quản lý bền vững các nguồn tài nguyên.
Luật bảo vệ Môi trường Việt Nam, 1994, Điều 2, khoản 8 quy định "Công nghệ sạch là quy trình công nghệ hoặc giải pháp kỹ thuật không gây ô nhiễm môi trường, thải hoặc phát ra ở mức thấp nhất chất gây ô nhiễm môi trường".

## Ví dụ
- Năng lượng tái tạo
  - Năng lượng Mặt Trời
    - Pin Mặt Trời
    - Điện mặt trời
    - Sưởi ấm Mặt Trời

  - Năng lượng gió
    - Turbine gió

  - Năng lượng nước
    - Thủy điện
    - Tuốc bin nước
- Khoa học môi trường
  - Khử muối
  - Bảo tồn năng lượng
  - Tế bào nhiên liệu
- Ô tô hybrid

### Tái chế
Là quá trình biến đổi các chất thải thành các sản phẩm mới để tránh sự lãng phí tài nguyên, giảm tiêu hao nguyên liệu thô mới, giảm tiêu hao năng lượng, giảm ô nhiễm không khí và ô nhiễm nguồn nước nhờ giảm lượng rác thải ra, và giảm lượng khí nhà kính tạo ra.

### Năng lượng tái tạo
Năng lượng tái tạo là năng lượng từ những nguồn liên tục mà theo chuẩn mực của con người là vô hạn (như năng lượng gió, năng lượng mặt trời, năng lượng nước.v.v.)

## Năng lượng thay thế
Nguyên tắc:
- Chủ nghĩa công đoàn xanh
- Bền vững
- Thiết kế bền vững
- Kỹ thuật bền vững

Các nhà khoa học vẫn đang tìm kiếm năng lượng sạch thay thế cho phương pháp sản xuất điện hiện nay. Một số công nghệ như tiêu hóa kỵ khí có thể tạo mới năng lượng từ rác thải bỏ đi. Việc giảm lượng khí nhà kính trên toàn cầu phụ thuộc vào công nghệ bảo tồn năng lượng ở cấp độ công nghiệp cũng như thế hệ năng lượng sạch hiện nay. Nó bao gồm cả xăng không chì, năng lượng mặt trời, phương tiện giao thông sử dụng năng lượng thay thế như xe lai sạc điện.
Vì lĩnh vực công nghiệp sử dụng đến 51% tổng năng lượng tiêu hao trên toàn thế giới nên nâng cao hiệu quả năng lượng trong lĩnh vực này là ưu tiên hàng đầu đối với tất cả các công ty công nghệ môi trường trên toàn thế giới. Ví dụ như nâng cao hiệu suất của động cơ điện và máy phát điện, thiết kế các thiết bị tiết kiệm năng lượng và giảm lượng khí thải ra. Greasestock là một sự kiện được tổ chức hàng năm tại Yorktown Heights, New York, là một trong những cuộc triển lãm công nghệ môi trường lớn nhất nước Mỹ.

## Giáo dục
Hiện tại các chương trình đào tạo sinh viên tốt nghiệp đại học (cử nhân) với các kỹ năng chuyên môn về quản lý môi trường và công nghệ môi trường đang ngày càng phổ biến và chủ yếu rơi vào ba dạng sau:
- Kỹ sư môi trường  chuyên đào tạo kỹ năng hướng tới thiết kế xây dựng các công trình dân dụng trong đó cấu trúc và cảnh quan được xây dựng hòa hợp với môi trường hoặc có tác dụng bảo vệ môi trường.
- Hóa học môi trường hay Hóa học bền vững hướng tới đào tạo cho sinh viên hiểu các tác động (tốt hay xấu) của các loại hóa chất lên môi trường, từ đó đưa ra các biện pháp hóa học để phục hồi và bảo vệ môi trường.
- Kỹ thuật môi trường chuyên đào tạo về mảng điện - điện tử hoặc kỹ thuật điện để có khả năng thiết kế chế tạo các thiết bị theo dõi đo lường mô hình hóa và kiểm soát tác động môi trường, bao gồm cả quản lý giám sát sản xuất năng lượng tái tạo và phát triển công nghệ sản xuất năng lượng mới.

Xem thêm: Danh sách các Trường đại học ở Việt Nam đào tạo ngành Kỹ thuật môi trường